# 克里彭斯基
48°4′55″N 39°0′58″E / 48.08194°N 39.01611°E
克里彭斯基（烏克蘭語：Кріпенський）是位於烏克蘭東部的市級鎮，由盧甘斯克州羅韋尼基區的安特拉齊特市鎮負責管轄。該鎮處於克里彭卡河畔，始建於1777年，面積11.60平方公里，2011年人口6,941，人口密度每平方公里598.36人。